# Эль-Гуакамайо
Эль-Гуакамайо (исп. El Guacamayo) — город и муниципалитет в северо-восточной части Колумбии, на территории департамента Сантандер. Входит в состав провинции Комунера.

## История
Поселение, из которого позднее вырос город, было основано 28 июля 1932 года. Муниципалитет Эль-Гуакамайо был выделен в отдельную административную единицу в 1956 году.

## Географическое положение

Муниципалитет Эль-Гуакамайо

Город расположен в южной части департамента, в горной местности Восточной Кордильеры, на расстоянии приблизительно 100 километров к юго-западу от города Букараманги, административного центра департамента. Абсолютная высота — 1974 метра над уровнем моря.
Муниципалитет Эль-Гуакамайо граничит на севере с территорией муниципалитета Контратасьон, на востоке — с муниципалитетом Гуадалупе, на юго-востоке — с муниципалитетом Агуада, на юго-западе — с муниципалитетом Ла-Пас, на северо-западе — с муниципалитетом Санта-Элена-дель-Опон. Площадь муниципалитета составляет 100,73 км².

## Население
По данным Национального административного департамента статистики Колумбии, совокупная численность населения города и муниципалитета в 2015 году составляла 2005 человек.
Динамика численности населения муниципалитета по годам:
| 2005 | 2006 | 2007 | 2008 | 2009 | 2010 | 2011 | 2012 | 2013 | 2014 | 2015 |
| ---- | ---- | ---- | ---- | ---- | ---- | ---- | ---- | ---- | ---- | ---- |
| 2303 | 2273 | 2239 | 2209 | 2183 | 2153 | 2121 | 2089 | 2062 | 2034 | 2005 |

Согласно данным переписи 2005 года мужчины составляли 53 % от населения Эль-Гуакамайо, женщины — соответственно 47 %. В расовом отношении белые и метисы составляли 98,2 % от населения города; негры, мулаты и райсальцы — 1,8 %.
Уровень грамотности среди всего населения составлял 85,9 %.

## Экономика
Основу экономики Эль-Гуакамайо составляет сельское хозяйство.
52,8 % от общего числа городских и муниципальных предприятий составляют предприятия сферы обслуживания, 37,1 % — предприятия торговой сферы, 5,6 % — промышленные предприятия, 4,5 %— предприятия иных отраслей экономики.